# Protopop
Protopop nebo protojerej z řeckého slova protohiereios (první kněz) je označení pro vyšší kněžskou funkci ve východních církvích, často se jedná o představeného sboru kněží u většího kostela (obdoba katolické kapituly). Odpovídá přibližně katolickému děkanovi nebo okrskovému vikáři. Další obdobnou funkcí je blahočinný.